# Auroville
Auroville (z fr. Miasto Świtu) – eksperymentalne miasto w południowych Indiach, w dystrykcie Viluppuram, w stanie Tamilnadu będące zrealizowaną utopią Mirry Alfassa opracowaną we współpracy z architektem Rogerem Angerem na fali europejskich i indyjskich prądów myślowych uosabianych przez postać filozofa Aurobindo Ghose.

## Historia
Założone zostało w 1968 r. na pustynnym terenie, na zerodowanej ziemi kilkanaście kilometrów od Puducherry przez grupę osadników przybyłych z 124 krajów świata i wszystkich indyjskich stanów. Współcześnie miasto rozciąga się na obszarze ok. 20 km² pośród bujnej zieleni drzew i mieszka w nim blisko 2500 osób 30 lub 52 narodowości, głównie Europejczyków.

## Charakter
Celem twórców miasta była chęć odnowy społeczeństwa w drodze stworzenia neutralnego miejsca do życia, całkowicie pozbawionego nacechowania politycznego i religijnego, wytworzenie wspólnoty żyjącej w braterstwie i tolerancji, poszukującej ścieżki ku indywidualnemu, duchowemu spełnieniu. W miarę upływu czasu miasto ewoluowało i w XXI wieku część z idei założycieli uległo erozji.
Miejscowość ma status odrębnego terytorium w obrębie Indii i jest samowystarczalna pod względem produkcji energii, dóbr konsumpcyjnych, świadczenia usług, edukacji i opieki medycznej. Nadal pozostaje kulturową enklawą, nie mając prawie żadnych cech wspólnych z cywilizacją indyjską.

## Edukacja
Edukacja dzieci podporządkowana jest konkretnym celom (nauka zawodu), nie bierze pod uwagę żadnych programów nauczania i jest opłacana w symbolicznych wysokościach. Ma charakter praktyki u mistrza, który dysponuje wiedzą i doświadczeniem. W przedszkolach stosowane są metody zbliżone do typu Montessori. W szkołach dąży się do maksymalnego zróżnicowania wieku w obrębie grup. Dzieci starsze nauczane są zgodnie z wymogami standardów światowej edukacji, jednak według indywidualnych potrzeb jednostek. Duży nacisk kładziony jest na wspólne uprawianie sportów oraz dziedziny artystyczne.